# Ulfa (Fluss)
Die Ulfa ist ein gut 11,5 km langer, rechter und nordwestlicher Zufluss der Nidda im hessischen Vogelsbergkreis.

## Name
Der Fluss wurde erstmals 1537 („das wasser vilf“) schriftlich erwähnt. Als Oikonym erscheint der Name schon zwischen 750 und 802 als Olôffe.
Die Endung des Namens geht wahrscheinlich auf das Hydronym -affa zurück. Für das Bestimmungswort werden verschiedene Deutungsmöglichkeiten erwogen:
1. germ. *wal- 'wallen'
2. germ. *awal, *awil 'eine von drei Seiten vom Wasser umgebene Flusswiese'
3. idg. Stamm *avl- 'hohl, Höhlung, Röhre',
4. der Stamm *ul- 'feucht, moderig'
5. Ablautstufe ôl von germ. alan 'wachsen, schwellen'.

## Geographie

### Verlauf
Die Quelle der Ulfa liegt am Schotterberg südlich von Schotten-Einartshausen und nördlich von Schotten-Rainrod. Sie fließt zunächst in einem leichten Bogen in westlicher Richtung durch ein bewaldetes Gebiet. Das Ulfatal hat in diesem Bereich die für ein Kerbtal typische V-Form. Die Ulfa durchfließt den Burkhards Bauwald und fließt nördlich an Nidda-Stornfels vorbei. Hier ändert sie ihren Flusslauf nach Süden, welcher fortan ihre Hauptrichtung bleibt. Der Wald weicht einer Wiesen- und Ackerlandschaft. In einem Bogen fließt sie westlich am Höllenwald vorbei. Südlich des Stockwiesenkopfes wird sie vom Greinbach gespeist. Sie erreicht nun das Stadtgebiet von Nidda-Ulfa. Südlich des Ortes mündet der Kalte Grund von der linken Seite in die Ulfa ein. Die Ulfa fließt jetzt durch das 1965 errichtete Hochwasserrückhaltebecken Ulfa, das maximal 994.000 m³ Wasser zurückhalten kann. Unterhalb des Auslaufbauwerkes fließt sie östlich an der Ansiedlung Haubenmühle vorbei. Südlich von Weißmühle wird sie von der rechten Seite durch den Diebach verstärkt. Die Ulfa mündet schließlich am Nordrand von Nidda-Unter-Schmitten in die Nidda. Von der Mündung der Ulfa bis zur Stauwurzel des Hochwasserrückhaltebeckens Ulfa ist der Wasserverband NIDDA sowohl für die Unterhaltung des Gewässers wie auch für die Unterhaltung und den Betrieb des Hochwasserrückhaltebeckens zuständig.

### Zuflüsse
Der längste Zufluss der Ulfa ist der Kalte Grund.
Zu den Zuflüssen der Ulfa gehören (flussabwärts betrachtet, Kilometerangaben von Mündung zur Quelle):
| Name         | GKZ     | Länge (km) | Mündungs- höhe (m ü. NN) | Zufluss- richtung | Einmündung bei km (Koordinaten)  | Mündungsort           |
| ------------ | ------- | ---------- | ------------------------ | ----------------- | -------------------------------- | --------------------- |
| Greinbach    | 2481432 | 1,9        | 166                      | links             | 5,1 (50° 28′ 26″ N, 9° 1′ 35″ O) | Nidda-Ulfa            |
| Kalter Grund | 2481440 | 3,6        | 157                      | links             | 2,7 (50° 27′ 21″ N, 9° 0′ 54″ O) | Nidda-Ulfa            |
| Diebach      | 2481492 | 1,5        | 149                      | rechts            | 0,8 (50° 26′ 30″ N, 9° 0′ 54″ O) | Nidda-Unter-Schmitten |

### Flusssystem Nidda
- Fließgewässer im Flusssystem Nidda

## Daten
- Die Ulfa ist ein grobmaterialreicher silikatischer Mittelgebirgsbach.[7]
- Sie hat eine mittlere Abflussmenge (MQ) von 232,5 l/s.
- Ihr Einzugsgebiet ist 25,77 km² groß.

## Natur und Umwelt

### Wassergüte
Die Ulfa ist in ihrem fast gesamten Verlauf als biologisch mäßig belastet einzustufen. Nur eine kleine Strecke an ihrem Oberlauf und nördlich von der Ortschaft Ulfa sind als gering belastet anzusehen.

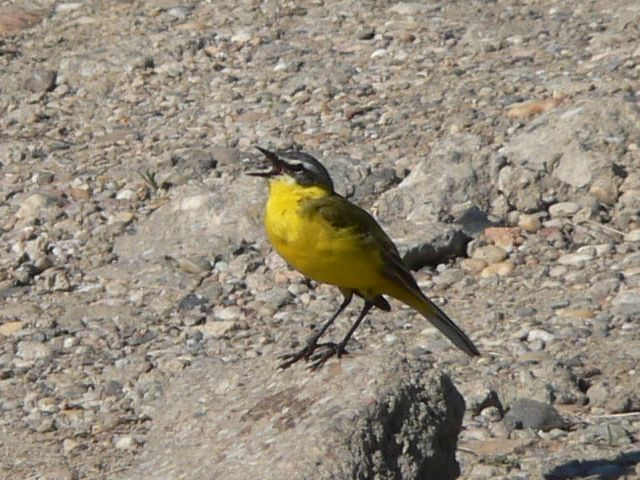
Schafstelze

### Fauna
Das Ulfatal ist ein biologisch interessantes Gebiet. Größere Gebiete mit Magerrasen wechseln mit Waldgebieten und offenen Ackerlandschaften ab. 
Dort finden sich typische Brutvögel wie Rebhuhn, Wachtel, Feldlerche und Schafstelze.